# Jacques Bar
Jacques Jean Louis Bar (* 12. September 1921 in Châteauroux, Frankreich; † 19. Januar 2009 in Boulogne-Billancourt, Frankreich) war ein namentlich weitgehend unbekannt gebliebener französischer Filmproduzent, der aber über ein halbes Jahrhundert lang eine Fülle von bekannten Unterhaltungsproduktionen herstellte.

## Leben und Wirken
Der aus Zentralfrankreich stammende Bar besuchte bis zu seinem Baccalauréat die Lyceen  Lakanal in Sceaux und Saint Louis in Paris. Gleich nach Ende des Zweiten Weltkriegs entschloss er sich zu einer berufliche Laufbahn beim Film und gründete ab 1947 mehrere eigene Produktionsfirmen, darunter die Cité-Films, die Compagnie cinematographique cannoise, die Societé cinematographique du Maine und die Societé cinematographique du Berry. 
Zum Ende desselben Jahrzehnts begann Bar Filme zu produzieren und arbeitete in der Folgezeit mit den führenden Regisseuren und Stars des französischen Kinos zusammen, darunter (hinter der Kamera) Christian-Jaque, Mario Soldati, Jean Boyer, Federico Fellini, Henri Verneuil, Jean Delannoy, Mario Monicelli, Julien Duvivier, Yves Ciampi, Jules Dassin, Louis Malle, Luis Buñuel, Gilles Grangier, René Clément, Ralph Nelson, Carlo Lizzani, Sergio Corbucci, Jacques Deray, Luigi Comencini und zuletzt Steven Soderbergh sowie (vor der Kamera) Viveca Lindfors, Louis Jouvet, Bourvil, Fernandel, Jean Gabin, Daniel Gélin, Yves Montand, Gina Lollobrigida, Brigitte Bardot und immer wieder Alain Delon. Besonders erfolgreiche Bar-Produktionen waren vor allem im Thriller- und Kriminalfilm-Genre angesiedelt.
Jacques Bar war seit dem 20. Mai 1947 verheiratet und hatte zwei Kinder, die Töchter Marie-Noëlle und Monique.

## Filmografie
Als Produzent oder Produktionsleiter:
- 1949: La Maternelle
- 1949: Singoalla
- 1949: Branquignol
- 1950: Meurtres ?
- 1951: Une histoire d'amour
- 1951: O.K. Nero (O.K. Nerone)
- 1952: Der Mann meines Lebens (L'homme de ma vie)
- 1952: Le Trou normand
- 1953: Scampolo 53
- 1953: Der Bäcker von Valorgue (Le Boulanger de Valorgue)
- 1953: I Vitelloni -- Die Müßíggänger
- 1953: Liebe ohne Gnade (L'esclave)
- 1953: Staatsfeind Nr. 1 (L’Ennemi public N° 1)
- 1953: Feuriges Blut – wilde Leidenschaft (Sang et lumières)
- 1954: Dürfen Frauen so sein? (Secrets d’alcôve)
- 1954: Casa Ricordi
- 1954: Proibito
- 1955: Die Helden sind müde (Les héros sont fatigués)
- 1955: Vier Herzen in Rom (Racconti romani)
- 1956: Der Modekönig (Le couturier de ces dames)
- 1956: Vater wider Willen (Sous le ciel de Provence)
- 1956: Taifun über Nagasaki (Typhon sur Nagasaki)
- 1957: Der Mann im Regenmantel (L’Homme à imperméable)
- 1957: Die Nacht bricht an (Le rouge est mis)
- 1957: Thérèse Étienne
- 1958: In die Falle gelockt (Délit de fuite)
- 1959: Mord bei 45 Touren (Meurtre en 45 tours)
- 1959: Der Sturm bricht los (Le vent se lève)
- 1959: Wo der heiße Wind weht (La Loi)
- 1959: Für ihn verkauf’ ich mich (La fièvre monte à El Pao)
- 1960: Brasilianische Rhapsodie (Os Bandeirantes)
- 1960: Der Himmel ist schon ausverkauft (Le vieux de la vieille)
- 1960: Der Präsident (Le Président)
- 1961: Wer sind Sie, Dr. Sorge? (Qui êtes-vous, Monsieur Sorge?)
- 1961: Der Herr mit den Millionen (Le cave se rebiffe)
- 1961: Die Brücke zur Sonne (Bridge to the Sun)
- 1961: Privatleben (Vie privée)
- 1961: Rififi in Tokio (Rififi à Tokyo)
- 1962: Ein Affe im Winter (Un singe en hiver)
- 1962: Ein Herr aus besten Kreisen (Le gentleman d’Epsom)
- 1962: Nacht der Erfüllung (Le Jour et l'heure)
- 1962: Lautlos wie die Nacht (Mélodie en sous-sol)
- 1963: Wie Raubkatzen (Les Félins)
- 1964: Le Repas des fauves
- 1964: Die Hölle von Algier (L’Insoumis)
- 1964: Millionenraub in San Francisco (Once a Thief)
- 1965: Dis-moi qui tuer
- 1965: Der Mann mit der goldenen Klinge (L'uomo che ride)
- 1966: Feuertanz (Svegliati e uccidi)
- 1967: Bang-Bang
- 1967: San Sebastian (La bataille de San Sebastian)
- 1969: Sein letzter Freund (Heureux qui comme Ulysse)
- 1970: Der Kommissar und sein Lockvogel (Dernier domicile connu)
- 1970: Wild C.A.T.S. (Un aller simple)
- 1971/72: Herrscher einer versunkenen Welt (La isla misteriosa)
- 1972: Brutale Schatten (Un homme est mort)
- 1974: Die Verdächtigen (Les Suspects)
- 1974: Jenseits der Angst (Au-delà de la peur)
- 1975: Das ganz große Ding (La baby sitter)
- 1978: Ein Pauker zum Verlieben (Le pion)
- 1985: Der Panther (Parole de flic)
- 1988: Panther II – Eiskalt wie Feuer (Ne réveillez pas un flic qui dort)
- 1989: Gino & Elvira – Alte Liebe rostet nicht (Buon Natale … buon anno)
- 1990: Der eiskalte Wolf (Dancing Machine)
- 1991: Benjamin (Aujourd’hui peut-être …)
- 1991: Sam suffit
- 1993: Daddy Cool (My Father the Hero)
- 1998: Der Graf von Monte Christo (Le comte de Monte Cristo) (TV-Mehrteiler)
- 1999: Die Brücke von Ambreville (Un pont entre deux rives)
- 2004: Eros